# Mario Agrifoglio
Mario Agrifoglio (* 4. Juni 1877 in Genua; † 27. März 1972 in Roasio) war ein italienischer Maler, Freskenmaler und Bildhauer.

## Leben
Mario Agrifoglio studierte bis 1895 an der Accademia ligustica di belle arti in Genua, debütierte 1892 mit einer Zeichnung Christoph Kolumbus’, die in Genua ausgestellt wurde. Von der Akademie erhielt er ein fünfjähriges Stipendium, welches ihm ermöglichte in Rom zu studieren. Während seines dortigen Aufenthalts von 1904 bis 1908 widmete er sich der Porträt-, Landschafts-, Genremalerei und Stillleben, bezog ein Studio in der Villa Strohl-Fern und traf und besuchte den Maler Antonio Mancini. In dieser Zeit beteiligte sich Agrifolio an Ausstellungen der Gruppe „In Arte Libertas“ und der „Associazione degli Acquarellisti Romani“.
1912 ging er zu Studien nach Paris, belegte Kurse an der Académie de la Grande Chaumière und verbesserte sein zeichnerisches Talent, vertiefte sein künstlerisches Wissen und perfektionierte seine stilistische  Palette. Mario Agrifoglio blieb bis 1918 in Paris, kam in der Zeit des Vorkriegs Klima mit der Avantgarde der damaligen Zeitgenössische Kunst in Berührung und verkehrte mit den dort ansässigen italienischen Künstlern, darunter Giovanni Boldini. Doch sein Weg war die figurative Malerei, welche er auf die Leinwand ohne Kompromisse reproduzierte.
Zurück in Genua wurde Agrifoglio Lehrer an der Kunstakademie (Accademia ligustica di belle arti), zuerst für Zeichnen und Malerei und ab 1934 für Bildhauerkunst. Er arbeitete vor allem als Porträtist, ohne die Skulpturen zu vernachlässigen, welche auf dem Monumentalfriedhof Staglieno belegt sind. In der Gemäldegalerie der Handelskammer von Genua und der Galleria d’Arte Moderna in Genua-Nervi befinden sich einige seiner Werke.
1972 starb Mario Agrifoglio in Roasio, in der Provinz Vercelli.

## Werk (Auswahl)
- Autunno a Villa Borghese (Herbst in der Villa Borghese), 1903
- Fiori di campo (Wildblumen), 1904
- Dintorni di Amalfi (Umgebung von Amalfi), 1904
- Sogno (Traum), 1906
- Alunna (Schüler), 1906
- Sorpresa (Überraschung), 1907
- Fresken von Decke und Wänden, „Chiesa di San Nicola di Bari“, in San Polo dei Cavalieri, 1910[1]
- Boccadasse
- Ritratto femminile (Bildnis einer jungen Frau), 1938
- Porträt von Papst Pius XII, 1940
- Porträt von Kardinal Pietro Boetto, 1942
- Porträt von Prinz Luigi Amedeo, vor 1933[2]

## Namensverwandtschaft
Zwischen den Malern mit denselben Namen Mario Agrifoglio (Agrifoglio = Stechpalme auf Italienisch) besteht kein direktes Verwandtschaftsverhältnis, wenngleich beide aus Ligurien stammen. Der erstere wurde 1877 in Genua geboren und der andere 1935 in Santa Margherita Ligure.